# Avenida Grant (línea de la Calle Fulton)
La Avenida Grant es una estación en la línea de la Calle Fulton del Metro de Nueva York de la división B del Independent Subway System. La estación se encuentra localizada en City Line, Brooklyn entre la Avenida Grant y la Avenida Pitkin. La estación es servida en varios horarios por los trenes del Servicio  y .